# 法国教育
法國教育系統由國家教育部管理。 2019年在埃馬紐埃爾·馬克龍的治理期間，教育從3歲到16歲變為義務教育，從16歲到18歲變為強制性培訓。該學制分為三個主要的連續階段：初等教育（幼兒園和小學）(enseignement primaire)，其次是中等教育（初中、高中和某些特定課程）（enseignement secondaire），然後可能是高等教育（大學、高等學校、特定課程等）（enseignement supérieur）。 其中，以下學位被博洛尼亞進程（泛歐學位認證體系）所承認學士與職業學士學位，即本科）(Licence/Licence Professionnelle)、碩士學位 (Master)、 博士學位 (Doctorat)。 初等教育和中等教育以公立學校佔優勢（私立學校也存在，特別是天主教中小學校在全國自成體系），而高等教育則兼有公立和私立成分。

## 歷史

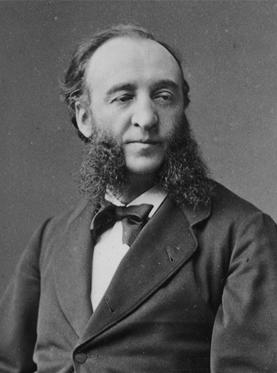
茹費理

雖然法國的教育體係可以追溯到查理曼時代，但是法國的現代教育制度開始於19世紀末。 在1880年代，一位律師出身，數次交替出任法國教育部長和總理職務的茹費理（Jules Ferry），通常被認為創立了現代共和國學校（l'école républicaine） 。 他要求所有15歲以下兒童 -- 包括男孩和女孩 --必須入學。 他也確立了法國公立教育免費和世俗非宗教性的原則，並使這些原則得以強制執行。 根據費里法及若干其他法律，法蘭西第三共和國時期廢止了大部分與宗教密切相關的法盧法條文，使教育去宗教化。 法盧法於1850-1851年制定，該法案大大增強神職人員在教育體系的影響力。

## 組織
在法國，所有教育計畫都由國民教育部（正式名稱為Ministère de l'éducation nationale, de l'enseignement supérieur et de la recherche)進行管理。 該部長官為國民教育部長，是內閣中品級最高的官員之一。
在公立中小學任教的教師都是國家公務員，使得國民教育部成為法國最大的雇主。 法國大學的教授和研究員也受僱於國家。
在法國的公立或接受政府津貼的中小學，對於所有同一年級的學生，開設的課程都是同樣的。 不過，還是存在一些專門化系所和多種選擇對象供學生選擇。 所有法國教師都必須參考Bulletin officiel de l'éducation nationale, de l'enseignement supérieur et de la recherche (B.O.)，列出所有現行計劃和 教學指示。 它每年需要多次進行調整。

### 大學區制度
在法國，稱為大學區（académies）的學術委員會負責管理指定地區的大學教育的各個方面。 大學向所屬的大學區負責，而大學區則向教育部負責。 不過，私立大學由於獨立於政府，也因此獨立於大學區。
法國領土分為35個大學區，其中26個位於法國本土，9個位於法國海外領地。 一個大學區通常跨越幾個省。 大學區也涵蓋位於海外的法國學校，例如，位於倫敦的Lycée Français Charles de Gaulle，就屬於裡爾大學區管轄。
大學區總部（rectorat）通常位於有關地區的最大城市。 其長官稱為“recteur”。 大學區的主要職責是管理屬於教育制度的人事和國家財政預算。 它充當區域差異性與巴黎中央集權管理機構之間的紐帶。 它確保教育部製定的官方教育程序得到執行。

### 校歷
在法國本土，學年從9月初持續到7月初。 大部分學生在7月14日的國慶日結束他們的學年。 校歷在全法國是統一的，由教育部統一制定。
2022年-2023年學年，全法國在9月1日進入學年的第一天，學年結束於7月8日。
在法國的海外領地，校曆由當地recteur制定。
以下主要節日為假期
：
- 諸聖節（Vacances de la Toussaint），10月中旬至11月初，持續二周半；
- 聖誕節（Vacances de Noël），聖誕節和元旦前後，持續二週；
- 寒假（Vacances d'hiver），從2月中旬開始，持續二週；
- 春假（Vacances de printemps），從4月中旬開始，持續二週；
- 暑假（Vacances d'été），從7月初開始，持續二個月。

## 初等教育
法國的初等教育分為2種學校：
- 3年幼兒園（école maternelle）；
- 5年小學（école primaire）。

與之前的 6 歲相比，法國教育要求3歲兒童必須入學, 直到16歲, 然後義務訓練直到18歲。 這條法律是通過了馬克宏總統任期並批准了法律。 而以前是 義務教育從6 歲開始。 許多父母儘早（約3歲）把孩子送到通常附屬於當地小學的幼兒學校（maternelle）。 有些人甚至早在2歲時就送入日託中心（crèche）。 幼兒園最後一年（grande section）是教育過程一個重要步驟，在這一年，學生開始閱讀。
離開幼兒園後，兒童就進入小學。 第一年（cours préparatoire）他們學習寫字，並精進閱讀技巧。 與其他教育制度相似，法國小學生通常由一、兩位教師講授許多不同學科，如法語、數學、自然科學、歷史和地理（後兩門很少分開）。 在法國，小學教師稱為 "professeur des écoles" (或 "instituteur"或其陰性形式 "institutrice"）。 小學生都稱叫老師 "Maître" 或其陰性形式 "Maîtresse"。 從國中開始學生都稱叫老師 "Monsieur" 或其陰性形式 "Madame"。
在公立學校中不提供宗教教育。 世俗主義（Laïcité）是法蘭西共和國的主要戒律之一，因此學生要學習公民課程，學習關於「共和國」及其功能與組織，和著名的格言自由、平等、博愛（Liberté, égalité, fraternité）。
2004年3月，法國政府頒布規定，禁止學校和其他公共機構出現所有明顯的宗教標誌，意在阻止改宗，培養對少數族群團體的容忍。 這項法律並不受到所有人歡迎，一些宗教人士和自由主義者團體表示反對，聲稱這項法律妨礙了受到法國憲法保護的宗教自由。

## 中等教育
法國的中等教育分為2種學校：
- 4年初中（collège）；
- 3年高中（lycée）。

完成4年初中、3年高中後，需進行業士文憑考試。
自2009年起，法國公立中學逐漸採用地方教育公施設法人（établissement public local d'enseignement ,EPLE）體系。 相對於舊制，採用地方教育公施設法人的學校，獲得了更高的自治權。

### 中考
Brevet des collèges / Brevet(中考) 是法國學生獲得的第一個正式文憑。 與流行的看法相反，有沒有Brevet這一事實並不會影響到高中的路途。 而是你就讀的高中的校長，經過家人的意願和班委會提出的有效的定向建議後的決定。
Brevet構成國家文憑，其歸屬由學院檢查員負責，如果考不上，可以作為獨立候選人重新再考。
但是，(不是必需的)，則要 Brevet 求參加某些培訓課程/考試，特別是在公務員中。 
在特殊情況下，由於冠狀病毒，初中於2020年取消了brevet。 
學生在初二和初三級獲得的成績進入成績計算，使他們能夠獲得文憑。 
Brevet相當於中國的中考。

### 業士文憑
業士文憑（Baccalauréat，又稱為Bac）是高中結束時，學生為了進入大學、大學校預備班或就業而必須 參加的考試，業士文憑一詞既指畢業文憑，又指獲得文憑的考試。 它類似於中國的高考、英國高級程度會考、美國的SAT（學術能力測驗）或ACT (測驗)（美國大學入學考試）、德國的Abitur（德國高級中學13年級畢業文憑）、澳洲的高中會考證書（Higher School Certificate）、以及愛爾蘭 的畢業考試（Leaving Certificate）。

### 職業教育
儘管法國基礎教育是統一治理，但在小學、初中拓寬知識的基礎上，高中教學越來越注重學科選擇的多樣化，共有文科、經濟與社會、科學三大類專業和第三產業科學技術、 工業科學和技術、實驗科學和技術以及醫學社會科學四個技術專業供學生選擇。 法國的職業高中屬於短期教育，學制為二年，通常出路只有就業，做普通技術工作，但對進入職業高中的優秀學生，政府為其打通了進入普通與技術高中的通道。
從2020年起高二和高三的課程蒙到改革。高二和高三學生必須在所提供的專業課程中選擇三個專業。前者必須從這些課程中選擇三個專業而後者必須選擇兩個專業 ： 
- 美術
- 數學
- 生物學和生態學
- 數碼資料和電腦科學
- 地理和歷史，地理政治學和政治學
- 物理化學
- 生命與地球科學
- 文學和外文化學
- 經濟與社會
- 文學、語言學，古代文化學
- 工程學
- 體育（該課程從 2021 年開始提供）

此項改革頗受爭議。

## 高等教育
法國的高等教育分為大學校（高等學院）（法語：grande école）和大學（université）。 大學校（高等學院）比大學享有更高的聲譽，是法國精英的搖籃，其選擇程序也較具競爭性。 例如，最負盛名的巴黎高等師範學院和巴黎綜合理工學院，通常都有萬餘名高等學院預備班的精英競爭幾百個名額。
與其他國家相比，法國高等教育的一個顯著特徵是規模較小。 

### 大學（université）
法國的公立大學都以其所在或附近城市和序號命名，例如巴黎擁有13所大學，就分別命名為巴黎第一到第十三大學，其中大部分並不位於巴黎市內，而是在郊區。 此外，多數大學還有一個非正式的名稱，通常以某個名人或特別的地方命名。 有時，也會以某位著名校友命名。 例如，路易巴斯德大學的正式名稱是「史特拉斯堡第一大學」。

### 大學校（grande école）與大學校預科班（CPGE）
法國的大學校(高等專業學院)是主流架構大學之外的高等教育機構，通常專注於某個單獨的學科領域，例如工程或 商業，規模適度，通常精心選擇入學的學生。 大學校普遍擁有較高的聲望，傳統上培養了法國大部分科學家和高階行政人員。
大學預科班（classes préparatoires aux grandes écoles，CPGE）是一種預科學校，其主要目標是培養學生得以進入大學校；其中最有聲望的大學校包括巴黎高等師範學院，巴黎綜合理工學院 。 進入大學校預科班的競爭性很強，通常基於高中最後兩年（1年級和結業班）的成就。 大學校預科班設在高中內，但是卻屬於第三級教育（高等教育），意味著每名學生必須通過業士學位證書考試，才能進入大學校預科班。 每個大學校預科班在每年四月和五月接受來自全世界的數百名申請入學者，並以其嚴格標準精心挑選新生。 少數大學校預科班，主要是私立學校預科班（佔大學校預科班數量的10%），還有面試程序。